# وودروف
وودروف (كارولاينا الجنوبية) (بالإنجليزية: Woodruff, South Carolina)‏ هي مدينة تقع في الولايات المتحدة في مقاطعة سبارتنبرغ (كارولاينا الجنوبية). يقدر عدد سكانها بـ 4,090 نسمة ومساحتها 9.5 كم2 وترتفع عن سطح البحر 240 متر.

## التركيبة السكانية
حدّد مكتب تعداد الولايات المتحدة بيانات التركيبة السكانية لوودروف في تعداد الولايات المتحدة. في ما يلي، التركيبة السكانية حسب تعدادي 2000 و2010.

### تعداد عام 2000
بلغ عدد سكان وودروف 4,229 نسمة بحسب تعداد عام 2000، وبلغ عدد الأسر 1,678 أسرة وعدد العائلات 1,131 عائلة مقيمة في المدينة. في حين سجلت الكثافة السكانية 348.1 نسمة لكل كيلومتر مربع (901.6/ميل2). وبلغ عدد الوحدات السكنية 1,869 وحدة بمتوسط كثافة قدره 153.8 لكل كيلومتر مربع (398.3/ميل2).
وتوزع التركيب العرقي للمدينة بنسبة 68.53% من البيض و27.71% من الأمريكيين الأفارقة و0.17% من الأمريكيين الأصليين و0.14% من الأمريكيين ذوي الأصول الآسيوية و0.02% من سكان جزر المحيط الهادئ و1.63% من الأعراق الأخرى و1.80% من عرقين مختلطين أو أكثر و3.74% من الهسبانيون أو اللاتينيون من أي عرق.
بلغ عدد الأسر 1,678 أسرة كانت نسبة 35.5% منها لديها أطفال تحت سن الثامنة عشر تعيش معهم، وبلغت نسبة الأزواج القاطنين مع بعضهم البعض 42.8% من أصل المجموع الكلي للأسر، ونسبة 19% من الأسر كان لديها معيلات من الإناث دون وجود شريك، بينما كانت نسبة 5.6% من الأسر لديها معيلون من الذكور دون وجود شريكة وكانت نسبة 32.6% من غير العائلات. تألفت نسبة 29.6% من أصل جميع الأسر من عدة أفراد يعيشون في نفس المنزل ونسبة 14.8% كانت تتألف من شخص يعيش بمفرده يبلغ من العمر 65 عاماً أو أكثر. وبلغ متوسط حجم الأسرة المعيشية 2.44، أما متوسط حجم العائلات فبلغ 3.00.
بلغ العمر الوسطي للسكان 37.0 عاماً. وكانت نسبة 25.2% من القاطنين تحت سن الثامنة عشر، وكانت نسبة 8.6% بين الثامنة عشر والرابعة والعشرين عاماً، ونسبة 26.3% كانت واقعةً في الفئة العمرية ما بين الخامسة والعشرين والرابعة والأربعين عاماً، ونسبة 21.8% كانت ما بين الخامسة والأربعين والرابعة والستين، ونسبة 14.8% كانت ضمن فئة الخامسة والستين عاماً فما فوق. يوجد لكل 100 أنثى 84.8 ذكر، ويوجد لكل 100 أنثى في الثامنة عشر من عمرها فما فوق 80.4 ذكر.
بلغ متوسط دخل الأسرة في المدينة 24,824 دولارًا، أما متوسط دخل العائلة فبلغ 32,966 دولارًا. وكان متوسط دخل الذكور 26,204 دولارًا مقابل 21,467 دولارًا للإناث. وسجل دخل الفرد الخاص بالمدينة 14,535 دولارًا. وكانت نسبة 15.5% من العائلات ونسبة 18.4% من السكان تحت خط الفقر، وكان من هؤلاء نسبة 19.3% تحت سن الثامنة عشر ونسبة 19.3% في الخامسة والستين من العمر وما فوق.

### تعداد عام 2010
بلغ عدد سكان وودروف 4,090 نسمة بحسب تعداد عام 2010، وبلغ عدد الأسر 1,550 أسرة وعدد العائلات 993 عائلة مقيمة في المدينة. في حين سجلت الكثافة السكانية 336.6 نسمة لكل كيلومتر مربع (871.8/ميل2). وبلغ عدد الوحدات السكنية 1,846 وحدة بمتوسط كثافة قدره 151.9 لكل كيلومتر مربع (393.4/ميل2).
وتوزع التركيب العرقي للمدينة بنسبة 66.53% من البيض و25.21% من الأمريكيين الأفارقة و0.15% من الأمريكيين الأصليين و0.37% من الأمريكيين ذوي الأصول الآسيوية و0.02% من سكان جزر المحيط الهادئ و4.77% من الأعراق الأخرى و2.96% من عرقين مختلطين أو أكثر و7.65% من الهسبانيون أو اللاتينيون من أي عرق.
بلغ عدد الأسر 1,550 أسرة كانت نسبة 33.2% منها لديها أطفال تحت سن الثامنة عشر تعيش معهم، وبلغت نسبة الأزواج القاطنين مع بعضهم البعض 36.3% من أصل المجموع الكلي للأسر، ونسبة 22.1% من الأسر كان لديها معيلات من الإناث دون وجود شريك، بينما كانت نسبة 5.6% من الأسر لديها معيلون من الذكور دون وجود شريكة وكانت نسبة 35.9% من غير العائلات. تألفت نسبة 31.5% من أصل جميع الأسر من عدة أفراد يعيشون في نفس المنزل ونسبة 12.3% كانت تتألف من شخص يعيش بمفرده يبلغ من العمر 65 عاماً أو أكثر. وبلغ متوسط حجم الأسرة المعيشية 2.51، أما متوسط حجم العائلات فبلغ 3.16.
بلغ العمر الوسطي للسكان 38.0 عاماً. وكانت نسبة 25.9% من القاطنين تحت سن الثامنة عشر، وكانت نسبة 9.1% بين الثامنة عشر والرابعة والعشرين عاماً، ونسبة 23.8% كانت واقعةً في الفئة العمرية ما بين الخامسة والعشرين والرابعة والأربعين عاماً، ونسبة 24.3% كانت ما بين الخامسة والأربعين والرابعة والستين، ونسبة 16.9% كانت ضمن فئة الخامسة والستين عاماً فما فوق. وتوزع التركيب الجنسي للسكان بنسبة 47.1% ذكور و52.9% إناث.

## أعلام
- كين هاريلسون
- بين شيلدز
- مايك بيج